# Château de Léotoing
 (août 2016).
Si vous disposez d'ouvrages ou d'articles de référence ou si vous connaissez des sites web de qualité traitant du thème abordé ici, merci de compléter l'article en donnant les références utiles à sa vérifiabilité et en les liant à la section « Notes et références ».
Le château de Léotoing est un château fort construit au XIIIe siècle situé à Léotoing dans le département de la Haute-Loire en France.
Il fait l'objet d'une inscription au titre des monuments historiques depuis le 7 juillet 1992.

## Présentation
La première implantation d'un lieu fortifié au XIe siècle eut lieu vers 1060. Le château actuel est reconstruit par les Dauphins d'Auvergne vers 1261, agrandi et consolidé au XIVe siècle. D'architecture féodale sur la vallée de l'Allagnon, il est aujourd'hui la propriété d'une personne privée.

## Historique

### Origines
Le nom et la seigneurie de Léotoing tirent leurs origines d'une branche cadette de la famille de Mercœur.
Dès la fin du XIe siècle, Anthoine de « Lauthon », puis ses frères et ses héritiers, imposent leur autorité sur de nombreux fiefs voisins. Vers 1420, la seigneurie se scinde et les cadets s'installent à Montgon qui devient le fief principal de la branche des Léotoing-Montgon.
Le château n'occupe alors qu'une motte délimitée par un fossé, située approximativement au point le moins élevé du site, aux alentours du cimetière.
À la suite de dissensions au sein de la famille comtale d'Auvergne, Léotoing fait partie des fiefs donnés par jugement royal à Robert Dauphin, comte de Clermont qui les lègue à son fils Hugues au début du XIVe siècle.

### Marque des Dauphin

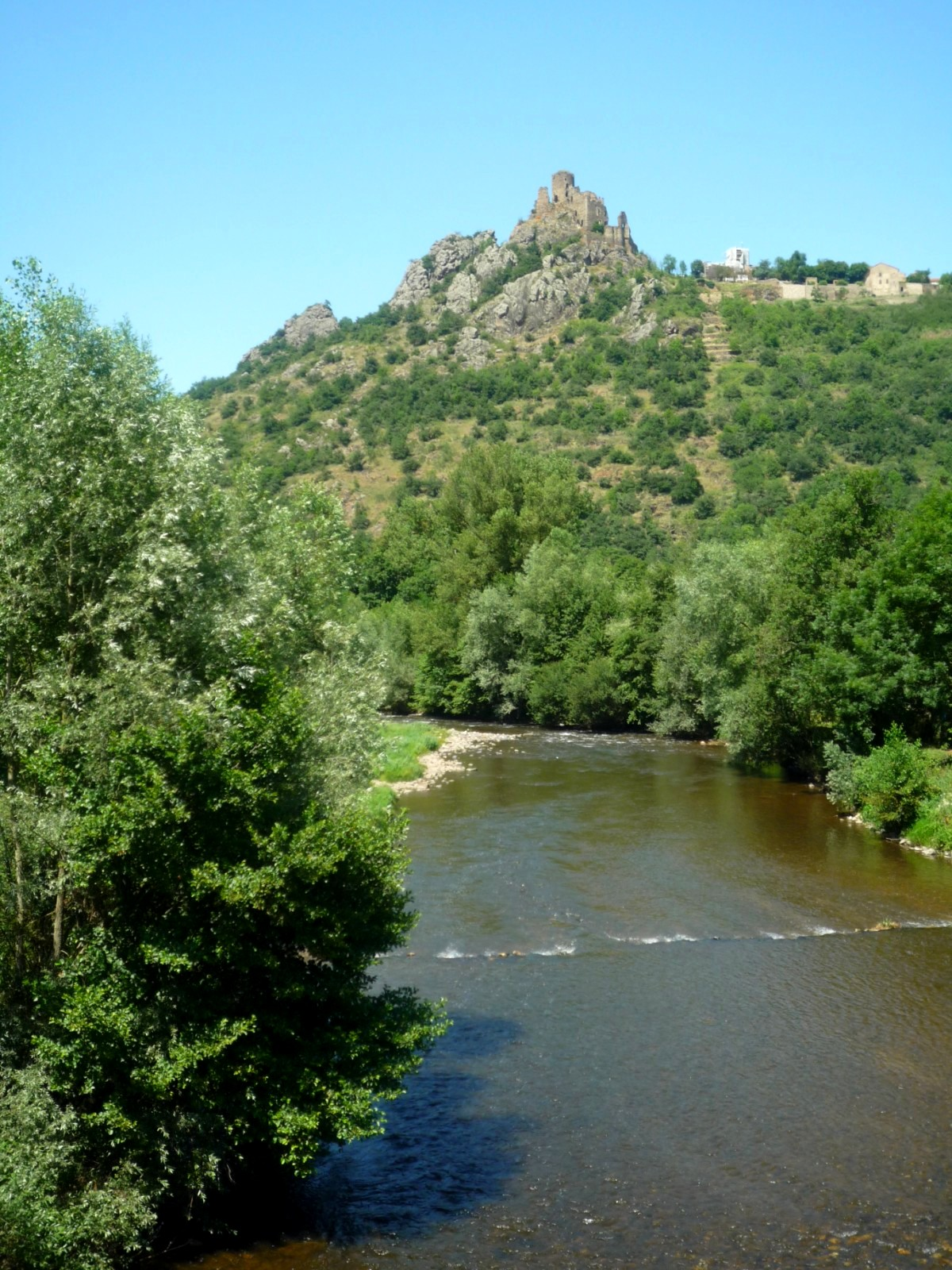
Le château de Léotoing vu depuis la vallée de l'Alagnon

Entre-temps, les Dauphin donnent au château seigneurial un nouveau visage : une forte tour maîtresse et ses annexes sont édifiées en aménageant une terrasse sommitale sur le piton rocheux voisin. La motte primitive est arasée et l'ancienne basse-cour, close de murs, donne naissance au village avec son église paroissiale.
En 1264, les habitants reçoivent une charte de franchises et de privilèges en échange de prestations de services militaires et les fournitures au bénéfice des Dauphin et de leurs suites.
Un siècle plus tard, vers 1365, un autre Robert Dauphin renforce les défenses du château afin de dissuader toute attaque éventuelle. C'est le temps de la guerre de Cent Ans et des compagnies de mercenaires occupent Brioude.

### Long oubli
Au XVe siècle, un dernier programme d'aménagements résidentiels achève de donner au château sa physionomie définitive.
Entre-temps, Béraud III, dernier représentant mâle des Dauphin, marie sa fille unique à Louis de Bourbon, comte de Montpensier. De cette famille comtale puis ducale des Montpensier, la seigneurie passe aux ducs d'Orléans.
Le château laissé sans entretien tombe en ruines à partir du XVIe siècle. Vendu comme bien national à la Révolution, il sert alors de carrière pour les habitants du village.